# Het document van Venus
Het document van Venus is een Nederlandstalige sciencefictionstrip die van 13 september 1959 tot 26 juni 1960 als krantenstrip in de Avrobode verscheen. Het verhaal werd geschreven door Paul Biegel en getekend door Henk Albers.
Het verhaal is ook een ballonstrip.